# غوس يونغ (منافس ألعاب قوى)
غوس يونغ (بالإنجليزية: Gus Young)‏ هو منافس ألعاب قوى جامايكي، ولد في 19 سبتمبر 1961.

## وصلات خارجية
- غوس يونغ على موقع أوليمبيديا (الإنجليزية)